# Hormel Foods
A Hormel Foods Corporation (ismertebb nevén Hormel Foods vagy egyszerűen Hormel) egy amerikai multinacionális élelmiszer-feldolgozó vállalat, amelynek központja Austinban, Minnesotában található. George A. Hormel & Company néven alapította 1891-ben az alapító George A. Hormel.
A vállalat eredetileg sonka, kolbász és egyéb sertés-, csirke-, marha- és báránytermékek csomagolására és értékesítésére összpontosított, 1937-ben hozzáadva a Spam ebédhúst.
1993-ban a céget Hormel Foods Corporation névre keresztelték. Márkái közé tartozik a Spam, a Dinty Moore, a Jennie-O, a Columbus Craft Meats, a Skippy és a Planters.

## Márkák
- Applegate
- Arriba
- Chi-Chi's
- Columbus Craft Meats
- Corn Nuts
- Dinty Moore
- Don Miguel
- Doña María
- El Torito
- Evolve
- Fontanini
- Happy Little Plants
- Herbox
- Herdez
- Hormel
- House of Tsang
- Jennie-O
- Justin's
- La Victoria
- Lloyd's
- Mary Kitchen
- Planters
- Skippy[3]
- Spam
- Stagg Chili
- Wholly Guacamole

## Leányvállalatok és részlegek
- Applegate Farms, LLC
- Beijing Hormel Foods Co. Ltd.
- Bruke Marketing Corporation
- Cidade do Sol
- Columbus Manufacturing Inc.
- Dan's Prize Inc.
- Fontanini Foods
- Hormel Foods Australia Pty. Ltd.
- Hormel Foods Canada
- Jennie-O
- Justin's, LLC
- Megamex Foods, LLC (vegyes vállalat a Grupo Herdezzel)
- Okinawa Hormel Ltd.
- The Purefoods-Hormel Company Inc. (vegyes vállalat a San Miguel Corporationnel)
- Sadler's Smokehouse